# بخش دونگکیو
بخش دونگکیو (به لاتین: Dongqu Subdistrict) یک منطقهٔ مسکونی در جمهوری خلق چین است که در ژونگشان واقع شده‌است.